# Scampi

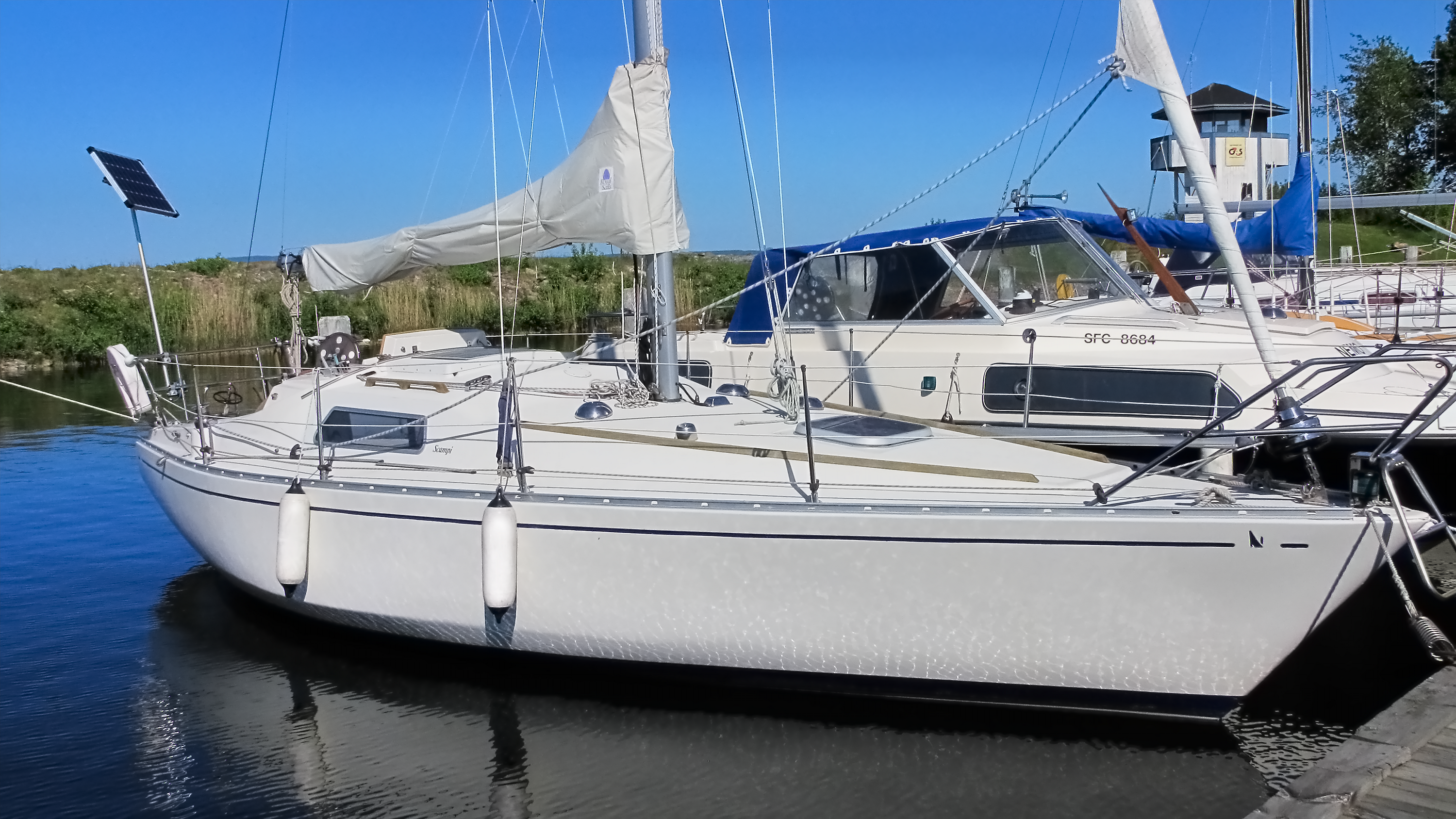
Scampi

Scampi är en kölbåtsklass. Den var Peter Norlins första konstruktion och genombrottsbåt med vilken han vann Half Ton Cup tre år i rad 1969-1971. Även andra seglare, bland andra Bengt Jörnstedt, hade stora framgångar med Scampi både i Sverige och internationellt. Scampi bröt ny mark för sin tid, bland annat var konstruktionen smal i vattenlinjen men bred över däck vilket förenade en naturlig stabilitet med förhållandevis liten våt yta. Från början tillverkades Scampi av Älvdalsplast AB. Kring 1974 togs tillverkningen över av Shipman i Visby och 1977 av Albin Marin, efter sammanslagningen med Shipman. Tillverkningen upphörde 1981. Totalt tillverkades och såldes över 1 000 exemplar av Scampi.